# Introit
Introit (łac. introitus) – chrześcijański śpiew liturgiczny, stanowiący m.in. część mszy obrządków zachodnich oraz luterańskiego nabożeństwa głównego. Gatunkowo jest to antyfona, poprzedzająca werset zaczerpnięty z jednego z psalmów.

## Liturgia rzymska
Introit jest pierwszą częścią proprium rzymskiego formularza mszalnego. W formie nadzwyczajnej rytu rzymskiego odczytywany jest przez kapłana po modlitwach u stopni ołtarza a przed Kyrie. Historycznie rozpoczynał mszę, dlatego przy odczytywaniu introitu kapłan wykonuje znak krzyża. Introit składa się z antyfony, wersu psalmowego zakończonego doksologią Gloria Patri (z wyjątkiem mszy za zmarłych i okresu Męki Pańskiej) oraz powtórzenia antyfony. W uroczystych mszach introit jest recytowany przez kapłana i śpiewany przez scholę. Śpiew intonowany jest gdy kapłan zbliża się do ołtarza, zależnie od rangi uroczystości przez jednego, dwóch lub czterech kantorów, aż do miejsca oznaczonego w tekście gwiazdką, po czym do śpiewu antyfony włącza się cały chór. Podobnie wers oraz doksologia śpiewane są do gwiazdki przez kantorów, po czym kontynuują wszyscy. Antyfona jest następnie powtarzana przez cały chór, bez kolejnej intonacji przez kantorów.
Pierwsze słowo introitu, jako pierwsze słowo pierwszej części proprium danej mszy, stanowi wyznacznik identyfikujący. Określa się poprzez nie samą mszę lub święto. W ten sposób powstały nazwy takich mszy jak np. Requiem, roraty (od Rorate caeli), niedziela Laetare.
W formie zwyczajnej rytu rzymskiego przywrócono mu rolę rozpoczynania liturgii mszalnej. Jego śpiew rozpoczyna się wraz z wyruszeniem procesji do ołtarza, a kończy się przed znakiem krzyża i pozdrowieniem wiernych przez kapłana. Posoborowe księgi liturgiczne przywróciły praktykę śpiewania wielu wersów psalmowych przeplatanych śpiewem antyfony oraz uczyniły śpiew doksologii, która stanowi teraz odrębny wers, dowolnym. Tekst nie jest już również prywatnie odczytywany przez celebransa. Śpiew Introitu można też zastąpić antyfoną zaczerpniętą z Graduale Simplex lub śpiewem na wejście który może być wykonywany w języku narodowym, przez co wykonanie antyfony jest bardzo rzadko praktykowane. W mszach czytanych zastępowany jest przez antyfonę na wejście podaną w Mszale, która nie jest przeznaczona do śpiewu. Najczęściej jest ona tłumaczeniem Introitu, jednak czasem teksty się różnią.

## Liturgia ambrozjańska
W obrządku ambrozjańskim odpowiednikiem rzymskiego introitu jest ingressa, która składa się z samej antyfony (bez wersetów i doksologii).

## Liturgia luterańska
Treść tego artykułu od 2023-02 należy opracować w taki sposób, aby nie uwypuklała nadmiernie polskiej specyfiki / aby nie zawężała się tylko do polskich warunków
 Po wyeliminowaniu niedoskonałości należy usunąć szablon {{Dopracować}} z tego artykułu.
Introit do dziś pozostaje częścią liturgii luterańskiej. W Kościele Ewangelicko-Augsburskim składa się on z sześciu wersów będących fragmentami Księgi Psalmów lub (rzadziej) innych części Pisma Świętego, śpiewanych przemiennie przez księdza i zbór. W Polsce i w innych państwach powszechnie stosuje się oparte na pierwszych słowach introitu łacińskie nazewnictwo niedziel pomimo odejścia od stosowania łaciny w nabożeństwie. Śpiew introitu kończy się wykonaniem małej doksologii Gloria Patri (pomijanej od niedzieli Judica do Wielkiej Soboty i w nabożeństwach pogrzebowych).